# بيل جونز
بيل جونز (بالإنجليزية: Bill Jones )‏ (و. 1949 – م) هو سياسي، من الولايات المتحدة الأمريكية، ولد في كوالينغا، فريسنو، كاليفورنيا، هو عضوٌ في الحزب الجمهوري.

## مناصب
تولى منصب عضو الجمعية ولاية كاليفورنيا.